# Királyhida
Királyhida (németül: Bruckneudorf) kisváros Ausztriában, Burgenland tartományban, a Nezsideri járásban.

## Fekvése
Bruck an der Leithával szemben, a Lajta jobb partján fekszik.

## Nevének eredete
Mai neve a német Bruck (= híd) főnévből származik névmagyarosítással, királyi tulajdonában levő hidas helységet jelöl.

## Története
Régészeti leletekben rendkívül gazdag település. Körzete a kőkorszaktól lakott. Határában a Heidhof-major térségben gazdagon díszített 30 szobás római kori villát tártak fel, benne Ausztria legnagyobb, korabeli mozaikleletével. A villa egy kelta gazdasági épületre épült. A falutól 5 km-re keletre, a villától 800 m-re északra, 1956-ban középkori, 11. századi templom alapfalaira bukkantak.
1430-ban „Neudorf”, 1440-ben „Pruk”, 1468-ban „Wyfalw” (értsd: Újfalu) néven szerepel a korabeli forrásokban.
1814-ben nagy hadgyakorlat színhelye volt, melyen I. Ferenc császáron kívül az orosz cár, a porosz, a dán és a bajor király is részt vett. 1848 őszén a vasúti pályaházban volt Görgei főhadiszállása. 1867-ben katonai kiképzőtábort létesítettek itt, amelynek helyén 1898-ban alakult meg az önálló község.
1910-ben 1034, többségében magyar lakosa volt, jelentős német kisebbséggel. A trianoni békeszerződésig Moson vármegye Nezsideri járásához tartozott. 1921-ben Királyhida is Ausztria újonnan létrehozott Burgenland tartományához került. 1921. szeptember 10-én órákig tartó fegyveres összecsapás volt itt a Lajtabánságért küzdő nezsideri szabadcsapatok és az itt hídfőt létesítő osztrák erők között.

## Népessége
| 2016 | 2 965 |
| 2018 | 3 026 |

## Nevezetességei
- A Magyar Koronához címzett fogadó (Ungarische Krone) a Lajta partján - eredetileg kolostornak épült, a török támadások idején majdnem teljesen elpusztult, majd fogadónak épült újjá. A határváros szálláshelyeként évszázadok óta szolgálja az utazókat.
- A község közelében hozta létre a hidegháború idején az Osztrák Szövetségi Hadsereg a Magyarország felől várt támadások ellen a Bunkeranlage Ungerberg(wd) nevű erődítményrendszert, ami ma a bécsi Hadtörténeti Múzeum szabadtéri kiállító helye.

## Híres emberek
- Itt született 1873-ban Fischer József építész
- Itt született 1908. november 5-én Sulyok Mária Kossuth-díjas színművésznő.
- Itt született 1920. augusztus 12-én Lénárt Elek karmester, zenekari kürtművész.

## A település külföldi híre
- A Švejk, egy derék katona kalandjai a világháborúban c. Hašek-regény egy fejezete itt játszódik.
- Királyhida nevét utca viseli Budapesten, a XIV. kerületben.